# 石丸椎菜
石丸 椎菜（いしまる しいな、1994年7月4日 - ）は、日本の女優、タレント、歌手である。
千葉県出身。東宝芸能所属。

## 人物
- 趣味はミサンガ作り、読書、観劇。
- 特技は歌、ジャズダンス、タップダンス。

## 出演

### CM
- バンダイ ハローキティスクールタイム（2000年）
- マクドナルド ハッピーセット「ドナルドスポーツ」「レディー&トランプ」篇（2001年）
- マクドナルド ハッピーセット「プーチ」「小さな雪だるま」篇（2002年）
- エステー ムシューダ（2002年）
- ECC ECCジュニア（2002年）
- 羅羅屋 ララちゃんランドセル（2002年）
- LION スーパー手間なしブライト（2003年）
- バンダイ Let's me（2003年）
- 明治製菓 プチガム（2004年）
- 明治製菓 ふにゃQ（2004年）
- ヤヨイ化学工業 ルーアマイルド（2004年 - 2008年）
- グッドイヤー ハイブリッドタイヤ「私も得しちゃった」篇（2005年）
- ハウス食品 シチューキャンペーン（2006年）
- ハウス食品 かきシチュー （2007年 - ）地方限定CM
- ハウス食品 フルーチェ「いい顔つくろう」篇（2007年2月）志田未来・普天間みさきと共演
- 金冠堂 キンカン「夏の思い出」篇（2008年）グッチ裕三と共演

### 舞台
- ミュージカル アニー クリスマスコンサート（2000年 - 2002年、2004年 - 2006年）
- アニー（2001年） - モリー 役
- 奇跡の人（2003年） - セアラ 役
- アニー（2005年） - アニー 役（20代目）
- モリゾー&キッコロ ミュージカル -あした-（2006年9月） - 森田夏輝 役
- ライオン・キング（2004年6月 - 2006年7月、劇団四季） - ヤングナラ 役
- ミュージカル　ウーマン・イン・ホワイト（2007年・2010年、ホリプロ）
- フェストオペラ（2008年、イクスピアリ）
- 屋根の上のヴァイオリン弾き（2009年・2013年、東宝） - ビルケ 役
- ザ・ミュージックマン（2010年4月） - グレイシー 役
- おもひでぽろぽろ（2011年4月、わらび座） - 小タエ 役
- ミュージカル『愛の唄を歌おう』（2014年1月 - 2月）
- ミュージカル『花より男子』（2016年1月 - 2月）[1]
- Moon of Ruined Castle 〜クランベリー・ムーン〜（2023年10月）[2]
- デスノート THE MUSICAL（2025年11月 - 2026年1月〈予定〉）[3][4]

### テレビ
- ホーム&アウェイ 最終回（2002年、フジテレビ）
- ザ・ジャッジ! 〜得する法律ファイル（2002年、フジテレビ）
- 赤い月テレビ東京開局40周年ドラマ（2004年、テレビ東京） - 森田美咲（幼少時代） 役
- 離婚弁護士スペシャル（2005年、フジテレビ） - 矢吹遥（幼少時代） 役
- 世界まる見え!テレビ特捜部（2005年、日本テレビ） - アニー番宣
- ぼくの夏休み 第2部（2012年7月 - 8月、東海テレビ） - むつみ 役

### 映画
- この空の花 - 長岡花火物語

## 作品（C☆NA&カーキーズとして）
村上明彦、矢萩渉、ラッキィ池田とのユニット
- 「カキのうた/カキシチューのうた」（2007年11月23日発売）

広島漁連、宮城漁連のカキキャンペーン・ソング
「カキシチューのうた」 ※ハウス食品CMソング
- 「ちゅーピー!ちゅーピー!」

中国新聞社「ちゅーピーくらぶ」キャンペーンソング